# Nationalratswahlkreis Luzern-Mitte
Der Nationalratswahlkreis Luzern-Mitte war ein Wahlkreis bei Wahlen in den Schweizer Nationalrat. Er bestand von 1851 bis 1872 und umfasste den zentralen Teil des Kantons Luzern.

## Wahlverfahren
Hierbei handelte es sich um einen Pluralwahlkreis. Dies bedeutet, dass zwar mehrere Sitze zu verteilen waren, jedoch das Majorzwahlrecht zur Anwendung gelangte. Im Sinne der romanischen Mehrheitswahl benötigte ein Kandidat die absolute Mehrheit der Stimmen, um gewählt zu werden. Zur Verteilung aller Sitze waren unter Umständen mehrere Wahlgänge notwendig. Jeder Wähler hatte so viele Stimmen, wie Sitze zu vergeben waren.

## Bezeichnung und Sitzzahl
Luzern-Mitte ist eine inoffizielle geographische Bezeichnung. Im amtlichen Gebrauch üblich war eine über die gesamte Schweiz angewendete fortlaufende Nummerierung, geordnet nach der Reihenfolge der Kantone in der schweizerischen Bundesverfassung. Aufgrund der wechselnden Anzahl im Laufe der Jahre erhielten manche Wahlkreise mehrmals eine neue Nummer. Luzern-Mitte trug ab 1851 (erstmalige Anwendung eines einheitlichen Bundesgesetzes) die Nummer 12.
Luzern-Mitte standen stets 2 Sitze zur Verfügung.

## Ausdehnung

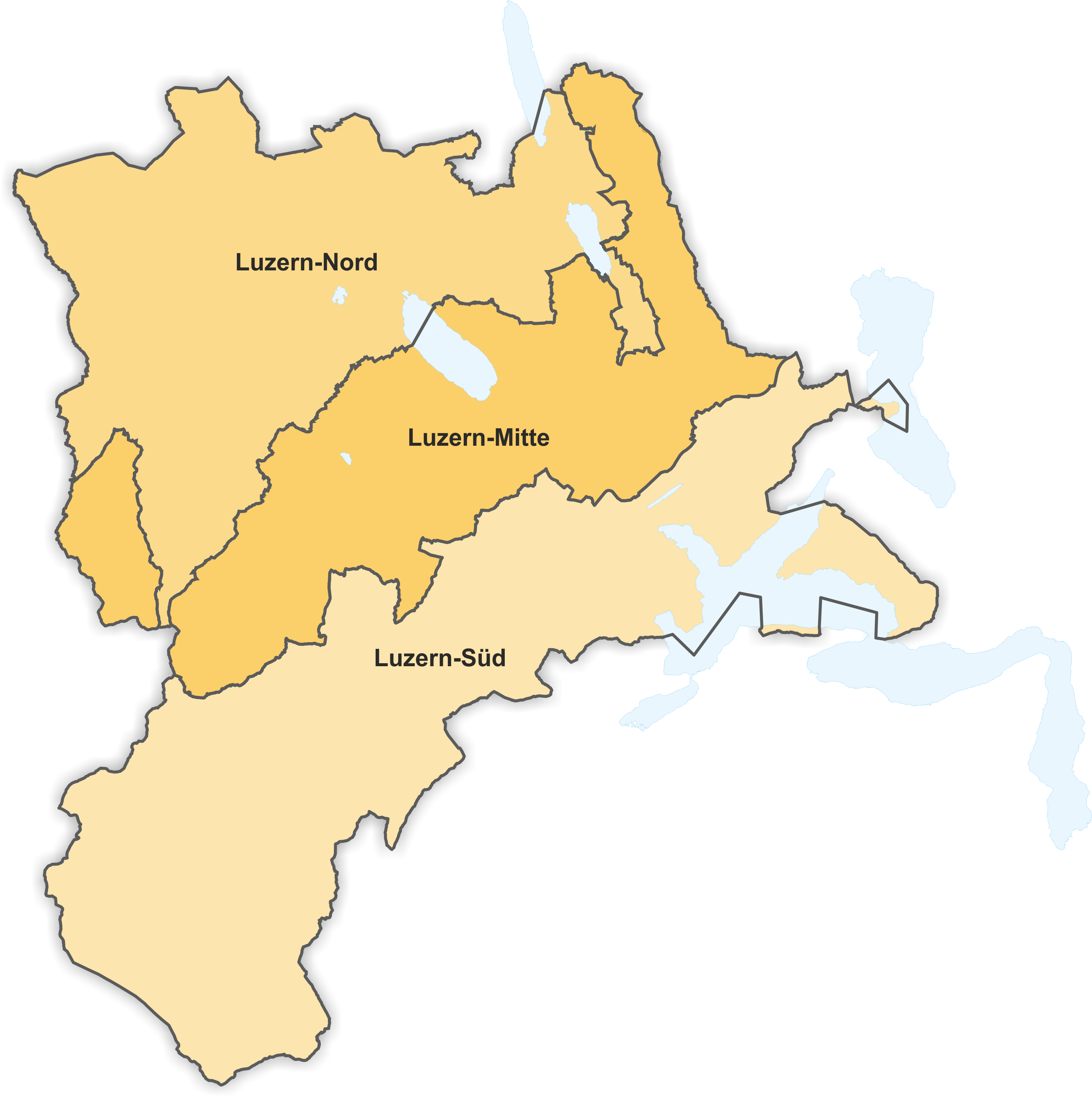
Wahlkreise Kanton Luzern 1851–1872

Das Gebiet des Wahlkreises wurde am 21. Dezember 1850 mit dem «Bundesgesetz betreffend die Wahl der Mitglieder des Nationalrathes» verbindlich festgelegt. Er umfasste:
- im Amt Entlebuch die Gemeinden Doppleschwand, Romoos und Schachen
- im Amt Hochdorf die Gemeinden Ballwil, Emmen, Eschenbach, Hämikon, Hohenrain, Inwil, Lieli, Müswangen, Rain, Römerswil, Rothenburg, Schongau und Sulz
- im Amt Luzern die Gemeinden Buchrain, Dierikon, Ebikon, Gisikon, Honau, Meierskappel und Root
- im Amt Sursee die Gemeinden Buttisholz, Eich, Hildisrieden, Neuenkirch, Nottwil, Ruswil, Sempach, Werthenstein, Wolhusen und Wolhusen Markt
- im Amt Willisau die Gemeinden Luthern und Menznau

## Nationalräte
- G = Gesamterneuerungswahl
- E = Ersatzwahl bei Vakanzen

| Datum      | Wahl | Gewählte | Gewählte                                    | Partei |
| ---------- | ---- | -------- | ------------------------------------------- | ------ |
| 26.10.1851 | G    |          | Alois Kopp, Philipp Anton von Segesser      | KK     |
|            |      |          |                                             |        |
| 29.10.1854 | G    |          | Alois Kopp, Philipp Anton von Segesser      | KK     |
|            |      |          |                                             |        |
| 25.10.1857 | G    |          | Alois Kopp, Philipp Anton von Segesser      | KK     |
|            |      |          |                                             |        |
| 20.11.1859 | E    |          | Vinzenz Fischer                             | KK     |
|            |      |          |                                             |        |
| 28.10.1860 | G    |          | Vinzenz Fischer, Philipp Anton von Segesser | KK     |
|            |      |          |                                             |        |
| 25.10.1863 | G    |          | Vinzenz Fischer, Philipp Anton von Segesser | KK     |
|            |      |          |                                             |        |
| 28.10.1866 | G    |          | Vinzenz Fischer, Philipp Anton von Segesser | KK     |
|            |      |          |                                             |        |
| 31.10.1869 | G    |          | Vinzenz Fischer, Philipp Anton von Segesser | KK     |

## Quelle
- Erich Gruner: Die Wahlen in den Schweizerischen Nationalrat 1848–1919. Band 3. Francke Verlag, Bern 1978, ISBN 3-7720-1445-3.